# Funkkaserne
Die Funkkaserne ist eine 62,6 Hektar große ehemalige militärische Liegenschaft am Frankfurter Ring im Münchener Stadtteil Schwabing (von 1808 bis 1907 war das Gebiet Teil der Gemeinde Freimann). Sie wurde bis 1993 von der Bundeswehr als Kaserne genutzt. Danach wurden die Gebäude vor allem an Künstler zwischenvermietet, das Areal wurde dann Domagkareal genannt und beherbergte Europas größte Künstlerkolonie. Seit 2014 begannen die Bauarbeiten für das neue Stadtviertel Domagkpark, das letzte Gebäude wurde 2015 fertig gestellt. Von der ehemaligen Kaserne stehen nur noch wenige Gebäude, unter anderem die denkmalgeschützten Gebäude um den Ehrenhain.

## Luftnachrichtenkaserne der Luftwaffe
Die Funkkaserne wurde im Zuge der Aufrüstung der Wehrmacht von 1936 bis 1938 als Luftnachrichtenkaserne errichtet (daher auch die Bezeichnung Funk). Geplant und errichtet wurde die Kaserne nach Entwürfen der Luftwaffenbauverwaltung durch die Architekten Albert Heichlinger, Lars Landschreiber und Max Dellefant. Den Zweiten Weltkrieg überstanden die Gebäude weitgehend ohne Schäden.

## Resettlement-Center

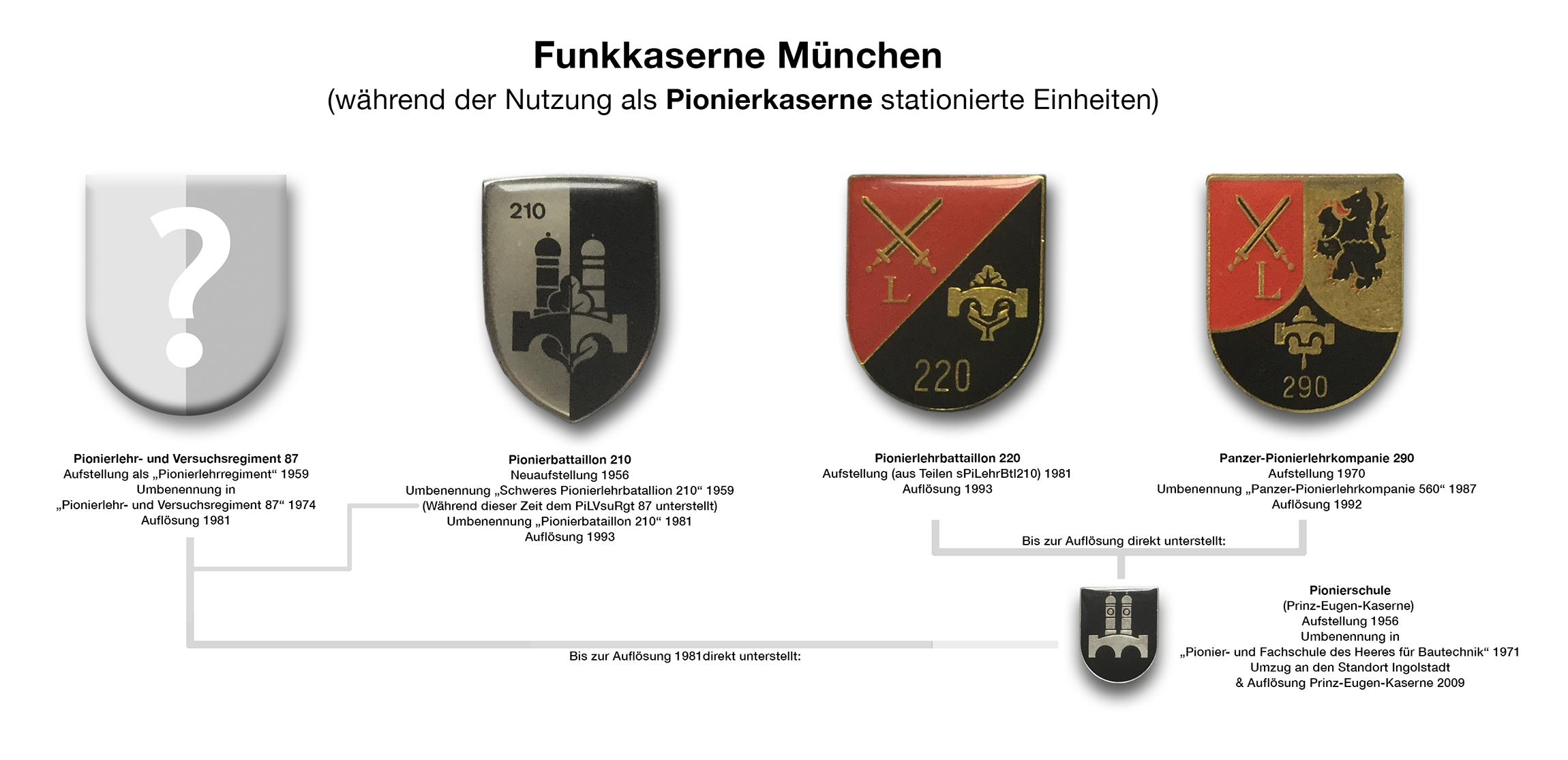
In der Funkkaserne stationierte Pionier-Einheiten

In den Nachkriegsjahren bis Mai 1955 betrieben die US-Armee und die UN Relief and Rehabilitation Administration (UNRRA) in der Funkkaserne das größte süddeutsche Resettlement-Center für Displaced Persons, also eine Übergangsunterkunft für vorwiegend osteuropäische ehemalige Zwangsarbeiter, die während des Zweiten Weltkriegs nach Deutschland verschleppt worden waren. Direktorin des Durchgangs- und Auswanderungslagers war Ende 1946 Bruriah Szapira. Die eigentliche Lagerkapazität lag bei 650 Personen, das Lager war aber völlig überbelegt, sodass die Lebensbedingungen dort äußerst schlecht waren. Ende Mai 1946 waren 962 Transit- und 378 Auswanderungsbewohner untergebracht. Durch die Verlegung der im Transitbereich lebenden jüdischen Lagerbewohner ins Traunsteiner Kriegslazarett konnte das Transitlager dann kurzfristig geschlossen werden. Am 3. Oktober 1947 waren im Transitlager 15 und im Auswanderungslager 547 jüdische Lagerbewohner untergebracht. Das Transitlager selbst wurde im März 1948 nach Verbringung der für die Auswanderung bestimmten Bewohner in die Kaserne München-Freimann (jetzt Ernst-von-Bergmann-Kaserne) endgültig geschlossen. Im Auswanderungslager waren am 18. Oktober 1948 noch zehn und am 25. Juli 1949 noch drei Personen untergebracht. Am 22. April 1950 konnte das Lager ganz geschlossen werden.

## Pionierkaserne der Bundeswehr
Von 1956 bis 1992 war das Gelände eine Kaserne des Heeres der Bundeswehr. Trotz der alleinigen Nutzung als Pionierkaserne behielt man den Namen "Funkkaserne" bei. Zuletzt war sie Standort das Pionierbataillons 210, des Pionierlehrbataillons 220 – als Ausbildungseinheit der wenige Kilometer entfernt in der damaligen Prinz-Eugen-Kaserne angesiedelten Pionierschule – und der Panzerpionierlehrkompanie 560. Dem Pionierbataillon 210 (Schweres Pionierbataillon des II. Korps) war als Besonderheit ein Bohrzug eingegliedert, der mit seinen Bohrfahrzeugen im Kriegsfall Sprengschächte herstellen sollte. Nach Gerüchten war er für den Einsatz von angeblich bei der US-amerikanischen 10th Special Forces Group in der Flint-Kaserne in Bad Tölz gelagerten Atomminen eingeplant.

Die militärische Nutzung der Funkkaserne endete mit einem Abschlussantreten im März 1992 in Anwesenheit des damaligen Staatssekretärs und späteren Bayerischen Ministerpräsidenten Günther Beckstein. Die Funkkaserne war die erste größere Münchner Bundeswehr-Liegenschaft, die im Zuge der Truppenreduzierung aufgegeben wurde. Ab 1993 unterlag das Gelände der zivilen Bundesverwaltung.

## Zwischennutzung und Künstlerkolonie
Bereits ab 1993 wurden die Gebäude des Kasernengeländes für unterschiedliche zivile Nutzungen als Zwischennutzung freigegeben. Dazu zählten Wohnungen für Studierende der Universität der Bundeswehr, das Vorbereitungsbüro des Ökumenischen Kirchentags in München, Räume der Kunstakademie, Konzert- und Veranstaltungshallen sowie – in wachsender Menge – Künstlerateliers. Unter dem Namen Domagkateliers wurden bis zu 300 Künstlerateliers angeboten, woraus die Nutzer den Anspruch ableiteten, die größte Künstlerkolonie Europas darzustellen. Weil eine rasche Bebauung des Geländes mit Wohnungen und Gewerbeeinheiten geplant war, wurde die Ateliernutzung zunächst bis 2003, dann bis 2007 befristet und dauerte in letzten Gebäuden schließlich bis in das Jahr 2011 hinein, als auf einem Großteil des Geländes bereits Abrissarbeiten vollzogen wurden. Die Nutzer der Ateliers versuchten durch öffentliche Appelle, den Erhalt einer größeren Zahl von Gebäuden und der Künstlerkolonie zu erreichen.

## Städtebauliche Konversion

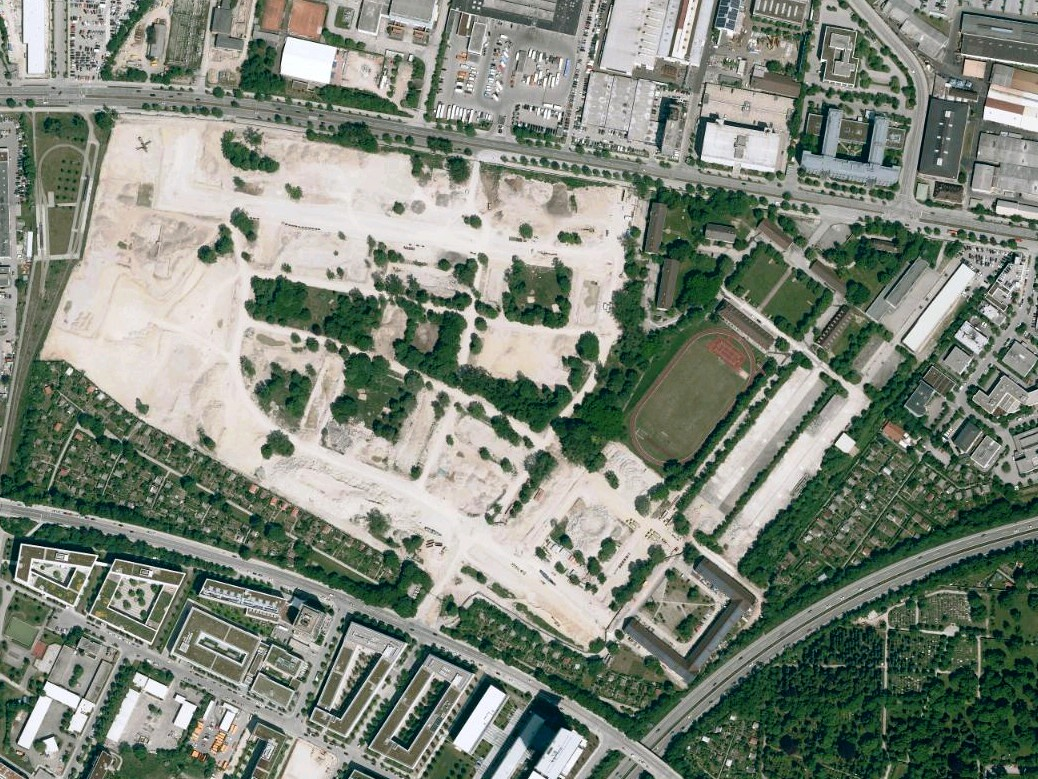
Baufeld im Jahr 2012

Am 29. Juni 2005 erwarb die Stadt München vom Bund einen Großteil des ehemaligen Kasernengeländes zum Zwecke der Konversion. Nach dem siegreichen Entwurf eines Architektenwettbewerbs (Architekten Ortner & Ortner für Bauplanung, Topotek1 für Grünplanung) wurde das Gelände für 1600 Wohnungen, gewerbliche Einheiten mit rund 1000 Arbeitsplätzen, eine zentrale Grünanlage und einen „Künstlerhof“ mit 6000 Quadratmetern Atelierflächen überplant. Gemeinsam mit angrenzenden, ebenfalls neu zu überplanenden Flächen der Telekom und des Siemens-Konzerns betraf das „Städtebauliche Projekt Domagkstraße“ eine Fläche von 62,6 Hektar. Nach einer Kanal- und Altlastensanierung sowie einem Rückbau des aus Militärzeiten vorhandenen Eisenbahnanschlusses an die Bahnstrecke von Freimann nach Schwabing begannen Ende 2010 die Abbrucharbeiten für die ehemaligen Kasernengebäude. Die Fertigstellung der Neubebauung wurde für das Jahr 2016 vorgesehen. Im Jahr 2013 begannen die Bauarbeiten. Im Jahr 2016 wurde das Projekt wagnisART der Wohnbaugenossenschaft wagnis eG fertiggestellt, 2019 das letzte Gebäude, Gertrud-Grunow-Straße 2, und damit die Neubebauung abgeschlossen. Sie ist Teil des neu entstandenen Stadtviertels Domagkpark.

## Bundespolizei und denkmalgeschützte Gebäude
Ein 8,72 Hektar großes Gebiet in der nordöstlichen Ecke des ehemaligen Kasernengeländes wurde von der städtebaulichen Umwandlung ausgenommen und verblieb im Eigentum des Bundes. Es wird weiterhin von der Bundespolizei für Unterkunfts- und Dienststellengebäude genutzt und soll zugunsten zusätzlicher Wohngebäude verdichtet werden. In diesem Geländeteil befinden sich die ehemalige Haupteinfahrt des Geländes sowie mehrere Gebäude, die militärisch zuletzt vom Pionierbataillon 210 genutzt worden waren: Die Kfz-Werkstatt (Gebäude 77) und Fahrzeugunterstellhallen (Gebäude 78), die Unterkunftsgebäude der ersten und fünften Kompanie sowie des „Bohrzugs“ der ersten Kompanie (Gebäude 8, 7 und 6) außerdem die denkmalgeschützten Gebäude 1 (ehemaliges Stabsgebäude), 3 und 4 (beides Garagengebäude) sowie 5 (altes Wach- und Arrestgebäude). Außerdem umfasst das Gelände der Bundespolizei den früheren Kasernensportplatz.